# Степовое (Вознесенский район)
Степовое (укр. Степове) — село в Вознесенском районе Николаевской области Украины.
Основано в 1924 году. Население по переписи 2001 года составляло 157 человек. Почтовый индекс — 56543. Телефонный код — 5134. Занимает площадь 0,239 км².

## Местный совет
56543, Николаевская обл., Вознесенский р-н, пос. Вознесенское, ул. Центральная, 11